# 石河積翠
石河 積翠（いしこ せきすい、1738年（元文3年） - 1803年8月20日（享和3年7月4日））は、江戸時代の俳人、旗本。名は貞義（さだのり）、通称は右膳。別号に積翠園・積翠庵・雨簾。

## 来歴
幕府直参の武士で俸禄は4500石であった。石河貞貴の次男で、石河正章の孫に当たる。先妻は高木正信の長女、後妻は高木正信の次女。子に貞常、娘（石河貞通の妻）、養子に石河貞通（伊東長丘の五男）。
1760年（宝暦10年）家督を継承。1762年（宝暦12年）より火事場見廻、1764年（明和元年）より定火消を勤め、神田小川町に住んだ。公務の間に俳諧をたしなみ、東柳窓燕志・二世桃隣（切部桃隣）に師事した。1771年（明和8年）に職務を辞し、1785年（天明5年）に致仕。
1776年（安永5年）12月、二世桃隣が死去した際、太白堂の名跡と点印を保管し、1781年（天明元年）三世太白堂に伝えた。松尾芭蕉を尊崇し、芭蕉の句の注釈や蕉風の俳論を手がけた。積翠は、宝井其角『雑談集』、向井去来『去来抄』、各務支考『葛の松原』を俳論の基本に据え、『雑談集評』『去来抄評』『葛松原評』の俳諧三部評を著した。

## 著作
- 『芭蕉句選年考』
- 『野ざらし紀行翠園抄』 - 門弟三化により[3]、文政10年刊行。
- 『雑談集評』
- 『去来抄評』
- 『葛松原評』